# Orobanche anatolica
Orobanche anatolica är en snyltrotsväxtart som beskrevs av Pierre Edmond Boissier och Reuter. Orobanche anatolica ingår i släktet snyltrötter, och familjen snyltrotsväxter. Inga underarter finns listade i Catalogue of Life.